# Rodrigo Palacio
Rodrigo Sebastián Palacio (Bahía Blanca, 5 de fevereiro de 1982) é um ex-futebolista argentino que atuava como atacante.

## Carreira

### Bella Vista e Huracán
Cresceu no Bella Vista desde seus 8 anos de idade. Ele chegou no profissional da equipe em 2001, aos 17 anos mas em 2002 um empresário do Huracán (TA), Roberto Bottino compra sua passagem no clube por US $ 60.000 e os rendimentos do empréstimo para o Furacão Tres Arroyos, onde jogou por duas temporadas na segunda divisão na Argentina, num total de 53 jogos e 15 gols marcados.

### Banfield
Após voltar de um teste na Espanha pelo Real Betis, de volta na Argentina assinou pelo Club Atlético Banfield da Argentina Primera Division , que compra 35% do  o seu passe por US $ 250.000. Rodrigo conseguiu fazer grandes atuações no Broca marcando um total de 9 golos em 36 jogos para o campeonato nacional e dois gols em dois jogos para a Copa Sul-Americana chamando a atenção de um dos gigantes do futebol argentino, entre eles o Boca Juniors.

### Boca Juniors
Foi contratado pelo Boca Juniors no início de 2005. Atuando como atacante. Em seu primeiro semestre no clube, Palácio não conseguiu se firmar como titular no Clausura de 2005, marcou 3 gols no total no campeonato. Na Copa Libertadores, começou como titular em cinco vezes e em dois entrou da reserva e marcou 2 gols para o clube que foi eliminado nas quartas de final, perdendo de 4-0 para Guadalajara, do México. No segundo semestre de 2005, o clube obteve o titulo Apertura 2005, onde Palacio marcou 10 gols sendo o artilheiro, e da Copa Sul-americana de 2005, onde Rodrigo foi o artilheiro da equipe, depois de marcar cinco gols.
Em 2006, sua equipe obteve o Torneo Clausura 2006, onde fez sete gols. Em setembro do mesmo ano, Palacio apresentou-se melhor aos brasileiros ao virar o grande carrasco do São Paulo na decisão da Recopa Sul-Americana, quando sua equipe bateu o tricolor paulista por 2-1 em La Bombonera, sendo ambos gols marcados por Palacio , e empatou por 2-2 no Morumbi, tendo Palacio marcado o primeiro gol xeneize.
Na final da Taça Libertadores da América de 2007, fez o primeiro gol na vitória de 3-0 sobre o Grêmio na 1ª partida da Final em La Bombonera sendo ao lado de Juan Román Riquelme e Martin Palermo os grandes nome do hexacampeonato do Boca jogando em todos os jogos da competição, onde marcou quatro gols.
Durante o segundo semestre de 2007, nem ele nem a equipa tiveram um bom desempenho, mas no final do Mundial de Clubes de 2007 no Japão, o Boca fez boa campanha, mas na grande final contra o Milan perderaram o jogo num 4-2 e Palacio ganhou a bola de bronze.
Na Libertadores, apesar de jogar bem, ficou marcado por uma saída de bola errada na semifinal contra o Fluminense pela Taça Libertadores da América que sacramentou a derrota do Boca por 3-1, classificando o clube brasileiro para a final.

### Genoa
Em 17 de julho de 2009 o Genoa pagou 4,9 milhões de euros ao Boca Juniors. Permaneceu por três temporadas no clube, obtendo maior destaque na temporada 2011–12, a última delas, quando marcou 19 gols na Serie A.

### Internazionale
Em 22 de maio de 2012, o presidente do Genoa, Enrico Preziosi anunciou que o Genoa havia chegado a um acordo e em 7 de junho de 2012, com um comunicado no site oficial do Inter de 12,4 milhões de euros de transferência do jogador para a Internazionale. Marcou seu primeiro gol oficial pela Inter, em 23 de agosto, nas preliminares da Liga Europa contra o Vaslui.
Marcou seu primeiro gol na Série A para o Inter, no dia 21 de outubro de 2012, na partida venceu por 2-0 no San Siro contra o Catania.
Em 28 de maio de 2017, fez sua última partida com a camisa da Internazionale, na goleada por 5-2 sobre a Udinese.

## Seleção Argentina
Estreou pela Seleção Argentina principal em 10 de junho de 2006 ante ao Costa do Marfim na Copa do Mundo 2006. Foi convocado para disputar a Copa do Mundo FIFA de 2014.

## Estatísticas
Dados até 6 de maio de 2012.

### Clubes
| Clube             | Temporada         | Liga  | Liga | Copa  | Copa | Competições continentais | Competições continentais | Outros | Outros | Total | Total |
| Clube             | Temporada         | Jogos | Gols | Jogos | Gols | Jogos                    | Gols                     | Jogos  | Gols   | Jogos | Gols  |
| ----------------- | ----------------- | ----- | ---- | ----- | ---- | ------------------------ | ------------------------ | ------ | ------ | ----- | ----- |
| Huracán (TA)      | 2002-03           | 34    | 7    | -     | -    | -                        | -                        | -      | -      | 34    | 7     |
| Huracán (TA)      | 2003-04           | 19    | 8    | -     | -    | -                        | -                        | -      | -      | 19    | 8     |
| Huracán (TA)      | Total             | 53    | 15   | -     | -    | -                        | -                        | -      | -      | 53    | 15    |
| Banfield          | 2003-04           | 19    | 2    | -     | -    | -                        | -                        | -      | -      | 19    | 2     |
| Banfield          | 2004-05           | 17    | 7    | -     | -    | 2                        | 2                        | -      | -      | 19    | 9     |
| Banfield          | Total             | 36    | 9    | -     | -    | 2                        | 2                        | -      | -      | 38    | 11    |
| Boca Juniors      | 2004-05           | 15    | 3    | -     | -    | 5                        | 5                        | -      | -      | 20    | 8     |
| Boca Juniors      | 2005-06           | 32    | 17   | -     | -    | 2                        | 2                        | 2      | 0      | 36    | 19    |
| Boca Juniors      | 2006-07           | 33    | 19   | -     | -    | 10                       | 4                        | 2      | 3      | 45    | 26    |
| Boca Juniors      | 2007-08           | 31    | 10   | -     | -    | 12                       | 4                        | 2      | 1      | 45    | 15    |
| Boca Juniors      | 2008-09           | 20    | 5    | -     | -    | 7                        | 5                        | 2      | 2      | 29    | 12    |
| Boca Juniors      | Total             | 131   | 54   | -     | -    | 36                       | 20                       | 8      | 6      | 175   | 80    |
| Genoa             | 2009-10           | 31    | 7    | 0     | 0    | 6                        | 1                        | -      | -      | 37    | 8     |
| Genoa             | 2010-11           | 27    | 9    | 2     | 0    | -                        | -                        | -      | -      | 29    | 9     |
| Genoa             | 2011-12           | 32    | 19   | 2     | 2    | -                        | -                        | -      | -      | 34    | 21    |
| Genoa             | Total             | 90    | 35   | 4     | 2    | 6                        | 1                        | -      | -      | 100   | 38    |
| Internazionale    | 2012-13           | 26    | 12   | 3     | 2    | 10                       | 8                        | -      | -      | 39    | 22    |
| Internazionale    | 2013-14           | 15    | 9    | 1     | 2    | -                        | -                        | -      | -      | 16    | 11    |
| Internazionale    | Total             | 41    | 21   | 4     | 4    | 10                       | 8                        | -      | -      | 55    | 33    |
| Total na Carreira | Total na Carreira | 351   | 134  | 8     | 6    | 54                       | 31                       | 8      | 6      | 421   | 177   |

## Títulos
Boca Juniors
- Copa Libertadores da América: 2007
- Copa Sul-Americana: 2005
- Recopa Sul-Americana: 2005, 2006, 2008
- Campeonato Argentino: 2005/06 - A, 2005/06 - C, 2008/09 - A

### Artilharia
- Campeonato Argentino: Clausura 2006 (19 gols)
- Recopa Sul-Americana: 2006 (3 gols), 2008  (2 gols)

### Prêmios individuais
- Seleção das Américas pelo jornal uruguaio El País: 2005, 2006
- Bola de Bronze da Copa do Mundo de Clubes da FIFA: 2007